# Julio Martínez Prádanos
Julio Martínez Prádanos (Temuco, 23 de junio de 1923-Santiago, 2 de enero de 2008) fue un periodista chileno especializado en fútbol que tuvo una extensa trayectoria en la prensa escrita, radial y televisiva. Considerado por muchos como el más grande periodista deportivo que ha tenido el país. En 1995 obtuvo el Premio Nacional de Periodismo, otorgado por el Ministerio de Educación de Chile.

## Biografía

### Primeros años
Hijo de José Martínez Jara y Julia Prádanos Rodríguez, una pareja de inmigrantes españoles, residió en Temuco junto a su familia durante sus primeros dos años de edad, para luego trasladarse a Santiago luego de que la empresa familiar quebrara. En esta ciudad realizó sus estudios en el Colegio San Pedro Nolasco.

### Carrera como periodista
Sus inicios periodísticos fueron en el programa Clínica Deportiva (dirigido por Carlos Cariola) en Radio Prat de Santiago, un 18 de septiembre de 1945. Martínez, quien se encontraba en los estudios de la radio en busca de un amigo, fue elegido para cubrir de emergencia la ausencia del locutor oficial del programa.
Posteriormente continuaría con su carrera en Radio Agricultura (1949-1968), Radio Cooperativa (1976-1977) y en el programa deportivo Deporte Total (1978-1998) de Radio Minería. Martínez además escribió para los periódicos La Hora (1946) y Las Últimas Noticias (en la columna Bajo la Marquesina hasta el 16 de enero de 1997), y en la Revista Estadio.
En 1962, cuando conducía Cabalgata Deportiva Gillette, relató la Copa Mundial de Fútbol realizada ese año en Chile. De ese campeonato es recordada su intervención "¡Justicia divina!", tras el gol que Leonel Sánchez realizó a la selección de fútbol de la Unión Soviética en el partido del día 10 de junio, disputado en el Estadio Carlos Dittborn de Arica.
Desde abril de 1966 fue comentarista deportivo de Canal 13 (realizando el programa titulado Jota Eme), donde además integró el panel de los programas A esta hora se improvisa (de Jaime Celedón, 1970-1973) y Almorzando en el Trece (1980-1993, 1999), entre otros.
Sin haber cursado estudios de periodismo, se le concedió el título en forma Honoris Causa por su larga trayectoria como uno de los mejores dentro del rubro. En 1970 recibió el Premio Nacional de Periodismo Deportivo.
El 8 de diciembre de 1978, en la primera Teletón que se realizaba en el país, realizó un discurso que hasta hoy permanece en la memoria de cientos de chilenos:

«[...]Estamos contribuyendo a que los niños enfermos puedan sonreír ¿Saben ustedes qué es lo que hay en cada niño que sonríe? Un canto a la vida, un canto a la dicha, y un canto al amor. Muchas gracias.»
Julio Martínez Prádanos

Recibió numerosos premios; en 1988, se adjudicó el Premio Academia Chilena de la Lengua, por su correcto uso del idioma. En 1994 recibió el Premio Embotelladora Andina, y en octubre de 1995, recibió el Premio Nacional de Periodismo, de manos del Ministro de Educación, Sergio Molina. Su elección, el 3 de octubre del mismo año, se debió a "su larga trayectoria dedicada al periodismo deportivo de opinión, ejercida ininterrumpidamente durante 50 años”. 
También recibió el Premio Raúl Prado Cavada por su aporte al Periodismo Deportivo en 2001, fue homenajeado por el Senado de Chile, ceremonia en donde se le otorgó la Medalla de Oro a la trayectoria el 20 de noviembre de 2007, y dos días más tarde recibió el Premio Nacional de la Historia del Fútbol, entregado por el Instituto de Historia y Estadística del Fútbol Chileno.
El domingo 5 de mayo de 2007 fue su última aparición en el noticiero de Canal 13, Teletrece, ya que posteriormente su salud le impediría realizar su clásico comentario deportivo dominical. El 21 de agosto de 2007, Julio Martínez recibió un galardón por sus años de permanencia en Canal 13, ocasión en la que se le obsequió el primer micrófono que ocupó en ese canal.
Se desempeñó como secretario del Círculo de Periodistas Deportivos de Chile.

### Muerte
Entre el 3 y el 21 de noviembre de 2007, estuvo internado en la Unidad de Pacientes Críticos de la Clínica Indisa de Santiago, producto de una bronconeumonía bilateral, a la que posteriormente se agregaron descompensaciones respiratorias y cardiovasculares, que lo mantuvieron en estado de extrema gravedad. Por decisión familiar, el periodista no fue trasladado en dicha ocasión a la Unidad de Cuidados Intensivos.
El 27 de diciembre de 2007 fue nuevamente internado, producto de una infección que lo llevó a sufrir una descompensación generalizada. Posteriormente fue dado de alta el 31 de diciembre.
Falleció el 2 de enero del 2008 a las 8:28 h. (GMT-3) en su domicilio ubicado en la comuna de Providencia, a los 84 años de edad, producto de un paro cardiorrespiratorio a causa de un cáncer de próstata terminal que se le había detectado hace años. El cuerpo del fallecido comentarista deportivo fue trasladado al mediodía a la Iglesia de la Divina Providencia en la comuna de Providencia, el mismo día 2 de enero para ser velado y posteriormente a las 18:00 se realizó una misa en su homenaje, las puertas de la Iglesia se mantuvieron abiertas para todo público, en su primer día de velatorio asistieron más de 3.000 personas. Además, fueron importantes figuras como Eduardo Riveros, Gloria Stanley, Alfredo Lamadrid, César Antonio Santis, Javier Miranda, Vivi Kreutzberger y Cecilia Bolocco, del ambiente televisivo; Martín Vargas, Marlene Ahrens y Leopoldo Vallejos, del ambiente deportivo; Ricardo Lagos, Soledad Alvear, Andrés Velasco, Ricardo Lagos Weber, Joaquín Lavín y Sebastián Piñera, del ambiente político, entre otros. La presidenta Michelle Bachelet dirigió sus condolencias a los familiares de JM y sus sentimientos de tristeza por lo sucedido.
El mismo día de su muerte, Canal 13 realizó un programa especial en homenaje al comentarista, el especial fue conducido por el periodista Iván Valenzuela y se llamó JM por Siempre.
El 4 de enero se realizó el funeral de Julio Martínez, donde luego de la misa su féretro recorrió parte de la ciudad, pasando por las afueras de Canal 13, donde funcionarios y público en general le dieron el último adiós. Luego recibió un homenaje de los floristas de Santiago, y más tarde pasó por las afueras del Estadio Santa Laura, donde la hinchada del equipo de sus amores, Unión Española, le rindió honores. Finalmente, fue sepultado en el Cementerio General de Santiago de Chile.

## Homenajes

### En vida
- 1982: en la ciudad de Rancagua se crea el Club de Fútbol Julio Martínez.
- 1993: en la remodelación del Estadio Santa Laura en Santiago, la tribuna de Prensa es bautizada con el nombre del comentarista deportivo.
- 2003: el personaje Balón Von Bola de la serie 31 minutos es un homenaje a Martínez.
- 2005: se reinaugura un Gimnasio en la comuna de Cerro Navia en Santiago con el nombre del comentarista deportivo.

### Póstumos
- 4 de enero del 2008: La calle Santa Laura pasó a llamarse (hasta su retiro en 2018)[14] Julio Martínez Prádanos por decisión de la Municipalidad de Independencia. Aquel día, el cortejo fúnebre pasó por la calle recién rebautizada, donde se ubica el estadio del club representante de la colonia de la cual formaba parte, Unión Española. Allí, recibió un homenaje por parte de los hinchas del club. La entonces Calle Julio Martínez Prádanos nace en Avenida El Guanaco, en la comuna de Independencia, como continuación de la Avenida México de Recoleta.
- 5 de julio de 2008: El Diario Oficial publica la Ley N.º 20.264, que modifica la denominación del "Estadio Nacional" por Estadio Nacional Julio Martínez Prádanos, duramente criticada por no haberle concedido este homenaje en vida.[1]
- En agosto de 2008, es presentado el libro Justicia Divina del periodista y académico Patricio Gutiérrez Vargas, el cual relata testimonios inéditos de la vida del fallecido periodista.

## Premios
| Premio                                                                                                 | Año  |
| --- | ---- |
| Premio Nacional de Periodismo Deportivo                                                                | 1970 |
| Premio Raúl Prado Cavada                                                                               | 1984 |
| Premio Alejandro Silva de la Fuente de la Academia Chilena de la Lengua por su correcto uso del idioma | 1988 |
| Premio Embotelladora Andina                                                                            | 1994 |
| Premio Nacional de Periodismo (Chile)                                                                  | 1995 |
| Premio Raúl Prado Cavada                                                                               | 2001 |